# Mel Brown
Mel Brown (7. října 1939 – 20. března 2009) byl americký bluesový zpěvák a kytarista. Narodil se v Jacksonu v Mississippi a svou první kytaru dostal ve čtrnácti letech. Své první album nazvané Chicken Fat vydal v roce 1967 na značce Impulse! Records. Jeho producentem byl Bob Thiele a hráli na něm například Gerald Wiggins, Herb Ellis a Paul Humphrey. Během své kariéry hrál na albech řady dalších hudebníků, mezi které patří například Lightnin' Hopkins. John Lee Hooker, Jimmy McGriff a B. B. King. Později vydal řadu dalších alb. V letech 2001 až 2002 byl nominován na cenu Juno. Zemřel v roce 2009 ve věku 69 let.